# 瓦勒鲁瓦勒布瓦
瓦勒鲁瓦勒布瓦（法語：Vallerois-le-Bois，法語發音：[valʁwa lə bwa]）是法国上索恩省的一个市镇，属于沃苏勒区。

## 地理
瓦勒鲁瓦勒布瓦（47°32'55"N, 6°17'21"E）面积12.59 平方千米，位于法国勃艮第-弗朗什-孔泰大區上索恩省，该省份为法国东部内陆省份，北起顺时针与孚日省、贝尔福地区省、杜省、汝拉省、科多尔省和上马恩省接壤。
与瓦勒鲁瓦勒布瓦接壤的市镇（或旧市镇、城区）包括：塞尔莱诺鲁瓦、博雷、沙塞莱蒙博宗、利诺特河畔当皮埃尔、诺鲁瓦堡。

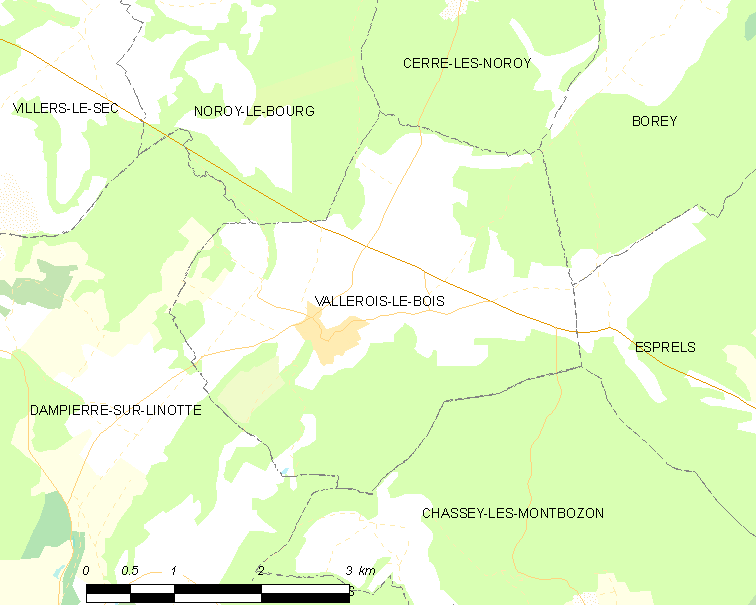
瓦勒鲁瓦勒布瓦的OSM定位图

瓦勒鲁瓦勒布瓦的时区为UTC+01:00、UTC+02:00（夏令时）。

## 行政
瓦勒鲁瓦勒布瓦的邮政编码为70000，INSEE市镇编码为70516。

## 政治
瓦勒鲁瓦勒布瓦所属的省级选区为维莱塞克塞勒县。

## 人口

1962-2008年间瓦勒鲁瓦勒布瓦人口变化图示

瓦勒鲁瓦勒布瓦于2022年1月1日时的人口数量为232人。